# Thomas Mathiesen
Thomas Mathiesen (5 de octubre de 1933 - 29 de mayo de 2021) fue un sociólogo noruego.

## Biografía
Mathiesen estudió sociología en la Universidad de Wisconsin (Bachelor of arts 1955). Obtuvo su maestría en 1958 (estudios principales: sociología, estudios secundarios: psicología y antropología social) de la Universidad de Oslo, donde hizo su doctorado en 1965. En 1972 fue designado profesor de sociología del derecho en la Facultad de Derecho, Universidad de Oslo.
Era un profesor visitante en la Universidad de California en Santa Bárbara (1967) y en Berkeley (1975), la Universidad de Tromsø (1980), también en la Universidad de Varsovia (1988) y en la Universidad de Bremen (1988).
Junto con Nils Christie y Louk Hulsman, Mathiesen es un destacado representante del abolicionismo penal. Escribía en noruego y en inglés. Sus libros fueron traducidos al sueco, danés, alemán, italiano y español y publicados en China.
Mathiesen fue uno de los inspiradores del movimiento de prisioneros británicos, del "Preservation of the Rights of Prisoners" e incluso habló en su reunión de fundación.
Mathiesen también presentó un escrito en el undécimo simposio de la National Deviancy Conference en septiembre de 1972 titulado: "Strategies of Resistance within a Total Institution".

## Publicaciones y artículos
- Mathiesen, T. (1965) The Defences of the Weak: a Study of Norwegian Correctional Institution, London: Tavistock
- Mathiesen, T. (1972) Beyond the Boundaries of Organisations, California: Glendessary Press
- Mathiesen, T. (1974) The Politics of Abolition, London: Martin Robertson
- Mathiesen, T. (1983) "The future of control systems - the case of Norway" In: Garland, D. & Young, P. (eds) The Power to Punish, London: Heinemann
- Mathiesen, T. (1986) "The Politics of abolition", Contemporary Crises 10: 81-94
- Mathiesen, T. (1990) "Prisons on Trial", Sage Publications.
- Mathiesen, T. (2004) Silently Silences. Essays on the Creation of Acquiescence in Modern Society", Winchester: Waterside Press.
- Mathiesen, T. (2015) "The Politics of Abolition Revisited", Milton Park: Routledge.
- Mathiesen, T. (2017) "Cadenza. A Professional Autobiography", London: EG Press.
- Mathiesen, T. (2018) "Crime down? Prisons up?. In: Pavarini/Ferrari (eds.) NO prison. Capel Dewi: EG Press.